# Papiro 24
O Papiro 24  ({\displaystyle {\mathfrak {P}}}24) é um antigo papiro do Novo Testamento que contém fragmentos dos capítulos cinco e seis do Apocalipse de João (5:5-8; 6:5-8).